# Panorama (chanson)
Singles de Nana Mizuki
Still in the Groove
(2003) Innocent Starter
(2004)
Panorama (パノラマ -Panorama-) est le 9e Single de la chanteuse et seiyū japonaise Nana Mizuki sorti le 7 avril 2004 sous le label King Records. Il arrive 14e à l'Oricon et reste classé 5 semaines pour un total de 14 300 exemplaires vendus.
Panorama a été utilisé comme thème d'ouverture pour le jeu vidéo 'Lost Aya Sophia sur PS2. Panorama et Cherish se trouvent sur l'album Alive & Kicking. Panorama se trouve sur la compilation The Museum.

## Liste des titres
| 1. | Panorama (パノラマ -Panorama-)                         | 4:31 |
| 2. | Cherish                                                | 4:27 |
| 3. | Heartbeat                                              | 4:24 |
| 4. | Panorama (version instrumentale) (パノラマ -Panorama-) | 4:31 |
| 5. | Cherish (version instrumentale)                        | 4:27 |
| 6. | Heartbeat (version instrumentale) (恋してる．．．)     | 4:23 |

Auteurs : La 2e chanson est entièrement composée par Toshiro Yabuki. Les paroles de la 1re et de la 3e chanson sont composées par Nana Mizuki, tandis que Tsutomu Ohira participe à leurs arrangements. La musique et les arrangements de la 1re chanson sont composées par Akimitsu Honma, tandis que ceux de la 3e chanson sont composées par Takahiro Iida.